# Łupek marglisty
Łupek marglisty – skała osadowa bardzo drobnoziarnista, często o wyraźnej kierunkowości, laminowana lub warstwowana. Składa się z bardzo drobnych ziarn kwarcu i minerałów ilastych, głównie kaolinitu oraz z węglanu wapnia, przede wszystkim w postaci kalcytu. 
Powstaje w wyniku kompakcji i diagenezy osadów jeziornych lub morskich bogatych w węglan wapnia i materiał detrytyczny.

## Występowanie
Łupki margliste różnego wieku w Polsce występują w Karpatach fliszowych, w Tatrach, w zagłębiu górnośląskim, na Opolszczyźnie, w Sudetach, na obrzeżeniu Gór Świętokrzyskich oraz w głębokim podłożu Niżu Polskiego.